# 東日本社会人サッカー大会
東日本社会人サッカー大会（ひがしにほんしゃかいじんサッカーたいかい）は毎年7月中頃に開催されていた、各地域の社会人代表チームが集うサッカー大会である。

## 大会方式
北海道、東北、関東、北信越、東海各リーグ代表クラブに開催都道府県代表を合わせた計6チームによるトーナメント方式。代表選出方法は地域・年度毎に異なり、前年度リーグ優勝クラブや今大会開始前時点の暫定首位クラブ、更には地域選抜チームや国体選抜チームが参加する場合もある。大会期間は3日間で、敗者も3位決定戦（または5位決定戦）に回って試合を行う事により、最終的に1位から6位までの全順位を決定する。
2015年を最後に開催されていない。

## 歴代結果（決勝戦）
| 回 | 年度 | 優勝                          | 得点      | 準優勝                       | 開催地 |
| -- | ---- | ----------------------------- | --------- | ---------------------------- | ------ |
| 1  | 2000 |                               |           |                              | 北海道 |
| 2  | 2001 | 本田技研ルミノッソ狭山 (関東) |           | TDK (東北)                   | 新潟   |
| 3  | 2002 | 東邦チタニウム (関東)         | 1-0       | 福井県国体選抜 (北信越)      | 群馬   |
| 4  | 2003 | 群馬FCホリコシ (関東)         | 0-0 PK4-1 | 静岡FC (東海)                | 秋田   |
| 5  | 2004 | TDK (東北)                    | 3-0       | 岐阜県選抜 (開催地)          | 岐阜   |
| 6  | 2005 | 矢崎バレンテ (東海)           | 3-0       | ベアフット北海道 (開催地)    | 北海道 |
| 7  | 2006 | TDK (東北)                    | 2-2 PK3-1 | ノルブリッツ北海道 (北海道)  | 福井   |
| 8  | 2007 | 静岡FC (東海)                 | 4-1       | ノルブリッツ北海道 (北海道)  | 山梨   |
| 9  | 2008 | NECトーキン (開催地)          | 2-0       | 岩手県国体選抜 (東北)        | 宮城   |
| 10 | 2009 | 新潟県成年選抜 (北信越)       | 3-1       | グルージャ盛岡 (東北)        | 三重   |
| 11 | 2010 | 東京都選抜 (関東)             | 9-0       | 福井県国体選抜 (北信越)      | 北海道 |
| 12 | 2011 | shizuoka.藤枝MYFC (東海)      | 1-0       | 長野県選抜 (開催地)          | 長野   |
| 13 | 2012 | 福島ユナイテッドFC (東北)     | 2-1       | ノルブリッツ北海道 (北海道)  | 埼玉   |
| 14 | 2013 | マルヤス工業 (東海)           | 1-0       | 岩手県国体選抜(G盛岡) (東北) | 山形   |
| 15 | 2014 | 愛知県国体選抜 (開催地)       | 4-3       | 福井県国体選抜 (北信越)      | 愛知   |
| 16 | 2015 | FC鈴鹿ランポーレ (東海)       | 1-0       | FCガンジュ岩手 (東北)        | 北海道 |